# Цыплятевы
Цыпля́тевы (Цыплетевы) — древний дворянский род, ныне не существующий.
Род записан в VI часть родословной книги Тамбовской губернии.

## Происхождение и история рода
Родоначальником — Иван Дмитриевич по прозванию Цыпля (Ципля), из рода князей Смоленских, потомок Рюрика в XIX колене (через Монастырёвых), но князем уже не писался. О нём известно, что он был дьяком князя Михаила Андреевича Верейского. Несмотря на такое знатное происхождение, представители этого рода не стояли высоко в служебной иерархии и в XVI веке многие из них были дьяками. В этом звании особенно прославили себя трое Цыплетевых, которые в посольских книгах назывались "дьяками великими".
Все три поколения Цыплятевых идущих от Ивана Дмитриевича — Елизар Иванович, сын его и внук — приняли монашество и одно иноческое имя — Евфимия.
Род пострадал во времена опричнины Ивана IV Васильевича Грозного. Казнены: январь-февраль 1570 года подключник тверского владыки Григорий Цыплетев. В этом же году в июле казнены семьи опальных новгородцев: Марья Неудачина Цыплетева с детьми  — Авдотьей, Титом, Андреем и Григорием Цыплетевыми. В октябре 1570 года во Пскове казнена Елена Неудачина — теща Неудачи Цыплетева, казнённого вместе с сыном Никитой Неудачиным в Москве в июле 1570 года, по делу членов земского правительства, новгородцев и дворцовой прислуги. Их имена внесены в синодик опальных Ивана Грозного.

## Родословная роспись
Родословник XVI века так рассказывает судьбу этой ветви: « …у князя Федора Святославовича Смоленского брат был меньшой князь Юрий, а женился у княжь Васильевы княгини Ярославского, у княгини Настасьи понял дочерь, и князя Юрья не стало, а остался у него сын князь Александр невелик и княгиня Настасья постриглась, а внука своего князя Александра взяла к себе и вскормила его у себя в монастыре и поэтому прозвали его князь Александр Монастырь. А у князя три сына: Дмитрий, да Иван, да Василей и Дмитрия убили на Воже. А у Ивана Александрова сына были два сына: Федор да Григорей, а Иван был в боярах у князя у Андрея Дмитриевича. А у Федора Ивановича дети: Василей бездетен, да Иван Шульга, да Борис бездетен, да Иван Судок, были в боярах у князя Ивана Андреевича, да Константин убит на Суздальском бою, да Борис Безнос, а были в боярах у великой княгини у Марфы, да у князя Михаила Андреевича. А у Василия Александровича были дети: Василий Данилович отец Блинов да Дмитрий Андреевич отец да Иван Цыплетев, да Давыд Федорович отец Бурухин, да Роман».

## Описание герба

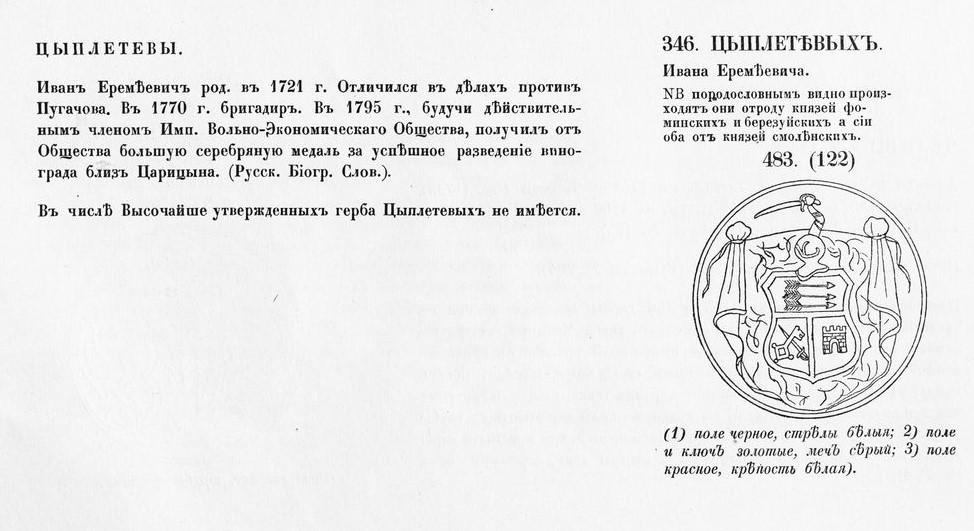
Из издания гербовника 1912 года

В числе Высочайше утвержденных герба Цыплятьевых нет. В Гербовнике Анисима Титовича Князева 1785 года имеется изображение печати с гербом отличившегося в делах против Пугачёва, бригадира (1770), действительного члена Императорского Вольного экономического общества (1795), Ивана Еремеевича Цыплетева. В описании герба записано: По родословным видно, что происходят они от рода князей Фоминских и Березуйских, а сие оба от князей Смоленских. Описание герба: щит разделён горизонтально на две половины и нижняя половина разделена вертикально на две части. В верхней половине, в чёрном поле, три серебряные стрелы, горизонтально, одна над другой, наконечниками влево. В нижней половине, в правой части, в золотом поле, накрест положены, золотой ключ бородкой в верхний левый угол и серый меч, остриём в верхний правый угол. В третьей нижней части, в красном поле, серебряная крепость. Щит увенчан дворянским шлемом, повернутым вправо, из которого выходит согнутая рука в латах с мечом. Щит покрыт княжеской мантией (корона или княжеская шапка отсутствуют).

## Известные представители
- Цыплетев, Елизар Иванович — дьяк, думный дьяк Разрядного приказа во времена правления Василия III Ивановича, правительницы Елены Глинской и Ивана IV Васильевича Грозного[5].
- Цыплетев Иван Елизарович — дьяк, ближний думный дьяк Разрядного и Посольского приказов во времена правления Ивана IV Васильевича Грозного[5].
- Цыплетев Михаил Андреевич — племянник Елизара Ивановича, в 1519 году первый воевода сторожевого полка на походе из Дорогобужа в Литву.
- Цыплетев Яков Михайлович — стольник царя Ивана IV.
- Цыплетев Андрей Семенович  — погиб в зимнем Казанском походе 1550 года, его имя занесено в синодик Успенского и синодик Архангельского соборов на вечное поминовение[6].
- Цыплетев Яков Михайлович Сотников — погиб в феврале 1550 года во 2-й Казанский поход Ивана Грозного, его имя записано в синодик московских Успенского и Архангельского соборов Московского кремля на вечное поминовение.
- Цыплетев, Иван Еремеевич — один из последних представителей рода, комендант Царицына на момент осады города Емельяном Пугачёвым 21 августа 1774 года[7]